# Parapolycope germanica
Parapolycope germanica är en kräftdjursart som beskrevs av Walter Klie 1936. Parapolycope germanica ingår i släktet Parapolycope, och familjen Polycopidae. Arten har ej påträffats i Sverige.